# Simone Corazza
Simone Corazza (Latisana, 22 marzo 1991) è un calciatore italiano, attaccante dell’Ascoli.

## Carriera
Cresciuto ad Alvisopoli, nel Veneziano, Simone inizia la carriera nel settore giovanile del Portogruaro, con cui nella stagione 2008-2009 esordisce anche in prima squadra, giocando una partita nel campionato di Lega Pro Prima Divisione. L'anno seguente gioca in prestito in Serie D al Venezia, con cui nell'arco della stagione 2009-2010 mette a segno 13 gol in 37 partite di campionato, competizione in cui la sua squadra ottiene il terzo posto in classifica per poi perdere la finale play-off. Torna quindi al Portogruaro, che per la stagione 2010-2011 lo cede in prestito alla Valenzana, formazione di Lega Pro Seconda Divisione, con cui nell'arco dell'annata realizza 6 reti in 31 incontri di campionato. Dopo due anni di prestiti, nella stagione 2011-2012 torna a giocare nel Portogruaro, appena retrocesso dalla Serie B: in questa stagione gioca una partita in Coppa Italia e 30 partite in campionato, competizione in cui realizza anche 10 reti; viene riconfermato in squadra anche per la stagione 2012-2013, nella quale segna un gol nella sua unica presenza in Coppa Italia e 6 gol in 31 partite di campionato. Gioca inoltre anche entrambe le partite dei play-out giocati contro la Tritium, al termine dei quali il Portogruaro retrocede in Lega Pro Seconda Divisione, per poi fallire nell'estate successiva. Corazza si accasa quindi alla Sampdoria, formazione di Serie A, che per la stagione 2013-2014 lo cede nuovamente in prestito in Lega Pro Prima Divisione, al Südtirol. Con la squadra altoatesina gioca una partita in Coppa Italia e 29 partite in campionato, segnandovi 10 gol; segna inoltre 2 reti in 5 presenze nei play-off, nei quali la sua squadra manca la promozione in Serie B a causa della sconfitta in finale contro la Pro Vercelli.
Nell'estate del 2014 passa in prestito al Novara, appena retrocesso in Lega Pro dalla Serie B; con la squadra piemontese nel corso della stagione 2014-2015 segna un gol in una presenza in Coppa Italia, 12 gol in 36 presenze in campionato ed un gol (il 16 maggio 2015, contro la Salernitana)  in 2 presenze nella Supercoppa di Lega Pro, vincendo entrambe queste ultime due competizioni. Rimane in prestito ai piemontesi anche per la stagione 2015-2016, durante la quale esordisce in Serie B: oltre a giocare una partita in Coppa Italia disputa infatti 39 incontri nella serie cadetta, nei quali mette a segno in totale 5 reti; gioca poi anche tutte e 3 le partite dei play-off a cui il Novara partecipa. Viene poi ceduto a titolo definitivo al Novara, con cui rimane anche per la stagione 2016-2017, ancora nel campionato di Serie B. Il 28 marzo 2017, a causa di uno scontro di gioco subito in allenamento, riporta una lesione al legamento crociato anteriore del ginocchio sinistro, venendo in seguito operato e subendo uno stop forzato di almeno sei mesi.
Al termine della stagione rescinde il contratto che lo legava ai piemontesi, trovando successivamente un accordo con contratto triennale con il Piacenza, in Serie C.
Finita l'esperienza a Piacenza, si trasferisce per la stagione 2019-2020 alla Reggina sempre in Serie C. Realizza il suo primo gol in maglia amaranto in occasione della partita di Coppa Italia persa per 2-1 contro l'Empoli. Il primo gol in campionato arriva in casa, alla seconda giornata, contro la Cavese, gara vinta dagli amaranto per 5-1. Corazza è uno dei protagonisti della promozione in Serie B della Reggina grazie anche alle sue 14 reti messe a segno in 25 presenze.
Nel settembre 2020 si trasferisce, a titolo definitivo, all'Alessandria firmando un contratto triennale, conquistando con i grigi la promozione in Serie B (attesa dal club per 46 anni) battendo il Padova 5-4 ai calci di rigore dopo lo 0-0 dei 120 minuti, si presenta nel campionato cadetto segnando alla prima giornata una tripletta contro il Benevento. I suoi 12 gol non basteranno per evitare la retrocessione dei piemontesi.
Il 25 luglio 2022 firma un triennale con il Cesena in Serie C.
L'8 agosto 2024 viene acquistato dall'Ascoli.

## Statistiche

### Presenze e reti nei club
Statistiche aggiornate al 28 aprile 2025.
| Stagione           | Squadra            | Campionato         | Campionato | Campionato | Coppe nazionali | Coppe nazionali | Coppe nazionali | Coppe continentali | Coppe continentali | Coppe continentali | Altre coppe | Altre coppe | Altre coppe | Totale | Totale |
| Stagione           | Squadra            | Comp               | Pres       | Reti       | Comp            | Pres            | Reti            | Comp               | Pres               | Reti               | Comp        | Pres        | Reti        | Pres   | Reti   |
| ------------------ | ------------------ | ------------------ | ---------- | ---------- | --------------- | --------------- | --------------- | ------------------ | ------------------ | ------------------ | ----------- | ----------- | ----------- | ------ | ------ |
| 2008-2009          | Portogruaro        | 1D                 | 1          | 0          | CI+CI-LP        | 0               | 0               | -                  | -                  | -                  | -           | -           | -           | 1      | 0      |
| 2009-2010          | Venezia            | D                  | 37         | 13         | CI-D            | 3               | 1               | -                  | -                  | -                  | -           | -           | -           | 40     | 14     |
| 2010-2011          | Valenzana          | 2D                 | 31         | 6          | CI-LP           | 1               | 0               | -                  | -                  | -                  | -           | -           | -           | 32     | 6      |
| 2011-2012          | Portogruaro        | 1D                 | 30         | 10         | CI+CI-LP        | 1+0             | 0               | -                  | -                  | -                  | -           | -           | -           | 31     | 10     |
| 2012-2013          | Portogruaro        | 1D                 | 31+2       | 6          | CI+CI-LP        | 1+2             | 1+0             | -                  | -                  | -                  | -           | -           | -           | 36     | 7      |
| Totale Portogruaro | Totale Portogruaro | Totale Portogruaro | 62+2       | 16         |                 | 4               | 1               |                    | -                  | -                  |             | -           | -           | 67     | 17     |
| 2013-2014          | Südtirol           | 1D                 | 29+5       | 10+2       | CI+CI-LP        | 1+0             | 0               | -                  | -                  | -                  | -           | -           | -           | 35     | 12     |
| 2014-2015          | Novara             | LP                 | 36         | 12         | CI+CI-LP        | 1+1             | 1+0             | -                  | -                  | -                  | SC-LP       | 2           | 1           | 40     | 14     |
| 2015-2016          | Novara             | B                  | 39+3       | 5          | CI              | 1               | 0               | -                  | -                  | -                  | -           | -           | -           | 43     | 5      |
| 2016-2017          | Novara             | B                  | 8          | 0          | CI              | 2               | 1               | -                  | -                  | -                  | -           | -           | -           | 10     | 1      |
| Totale Novara      | Totale Novara      | Totale Novara      | 83+3       | 17         |                 | 5               | 2               |                    | -                  | -                  |             | 2           | 1           | 93     | 20     |
| ago. 2017-2018     | Piacenza           | C                  | 26+3       | 10         | CI+CI-C         | 0               | 0               | -                  | -                  | -                  | -           | -           | -           | 29     | 10     |
| 2018-2019          | Piacenza           | C                  | 4+3        | 0          | CI+CI-C         | 1+0             | 0               | -                  | -                  | -                  | -           | -           | -           | 8      | 0      |
| Totale Piacenza    | Totale Piacenza    | Totale Piacenza    | 30+6       | 10         |                 | 1               | 0               |                    | -                  | -                  |             | -           | -           | 37     | 10     |
| 2019-2020          | Reggina            | C                  | 25         | 14         | CI+CI-C         | 2+0             | 1               | -                  | -                  | -                  | -           | -           | -           | 27     | 15     |
| 2020-2021          | Alessandria        | C                  | 32+6       | 6          | CI              | 2               | 0               | -                  | -                  | -                  | -           | -           | -           | 40     | 6      |
| 2021-2022          | Alessandria        | B                  | 36         | 12         | CI              | 2               | 2               | -                  | -                  | -                  | -           | -           | -           | 38     | 14     |
| Totale Alessandria | Totale Alessandria | Totale Alessandria | 67+6       | 18         |                 | 4               | 2               |                    |                    |                    |             |             |             | 77     | 20     |
| 2022-2023          | Cesena             | C                  | 35+1       | 18         | CI-C            | 0               | 0               | -                  | -                  | -                  | -           | -           | -           | 36     | 18     |
| 2023-2024          | Cesena             | C                  | 31         | 11         | CI+CI-C         | 2+1             | 0+1             |                    | -                  | -                  | SC-C        | 2           | 1           | 36     | 13     |
| Totale Cesena      | Totale Cesena      | Totale Cesena      | 66+1       | 29         |                 | 3               | 1               |                    | -                  | -                  |             | 2           | 1           | 72     | 31     |
| 2024-2025          | Ascoli             | C                  | 35         | 11         | CI-C            | 2               | 1               | -                  | -                  | -                  | -           | -           | -           | 37     | 12     |
| Totale carriera    | Totale carriera    | Totale carriera    | 489        | 146        |                 | 26              | 9               |                    | -                  | -                  |             | 4           | 2           | 519    | 157    |

## Palmarès

### Club

#### Competizioni nazionali
- Campionato italiano Lega Pro: 1

Novara: 2014-2015 (girone A)
- Supercoppa di Lega Pro: 1

Novara: 2015
- Serie C: 2

Reggina: 2019-2020 (girone C)
Cesena: 2023-2024 (girone B)
- Supercoppa Serie C: 1

Cesena: 2024